# Al-Buraimi College
Das Al Buraimi University College (arabisch آلية البريمي, DMG ālīyat al-Buraimi; BUC) ist eine staatlich anerkannte private Hochschule in al-Buraimi, Oman. Es wurde 2003 gegründet und steht unter der Aufsicht des omanischen Wissenschaftsministeriums (englisch Ministry of Higher Education).

## Akademische Anbindung
Alle privaten Hochschuleinrichtungen in Oman müssen eine akademische Anbindung an eine renommierte internationalen Universitäten oder Hochschulen vorweisen können. Das al-Buraimi College unterhält mit der California State University, Northridge eine akademische Verbindung. Letztere verleiht auch die akademischen Grade.

## Studentenzahlen
Derzeit studieren 962 Studenten an der Hochschule.
| akademisches Jahr      | 2006/07 | 2005/06 |
| ---------------------- | ------- | ------- |
| Gesamtanzahl Studenten | 962     | 714     |
| davon Männer           | 345     | 271     |
| davon Frauen           | 617     | 443     |
| Frauenquote            | 64 %    | 62 %    |

## Studiengänge
An der Hochschule können drei Arten von Abschlüssen erworben werden: ein „Diploma“ (2-jährige Ausbildungsdauer), ein „Advanced Diploma“ (3-jährige Ausbildungsdauer) und ein „Bachelor Degree“ (4-jährige Ausbildung). Die Stufen können konsekutiv durchlaufen werden. Derzeit (2008) werden Bachelor-Programme in folgenden Studiengänge angeboten:
- Betriebswirtschaftslehre (engl. Business Administration) mit den Fachrichtungen Buchführung, Personalführung, Marketing und internationale Betriebswirtschaftslehre,
- Informatik mit den Fachrichtungen Information System und Computer Science sowie
- Anglistik (Englische Sprache und Literatur).